# Apoharknessia insueta
Apoharknessia insueta är en svampart som först beskrevs av B. Sutton, och fick sitt nu gällande namn av Crous & S.J. Lee 2004. Apoharknessia insueta ingår i släktet Apoharknessia, ordningen Diaporthales, klassen Sordariomycetes, divisionen sporsäcksvampar och riket svampar.   Inga underarter finns listade i Catalogue of Life.